# Tom Dwan
Tom Dwan ou Tom 'durrrr' Dwan, mais conhecido por seu apelido "durrrr", é um jogador profissional de pôquer, considerado uma lenda viva do pôquer on-line. Com mais de $1,1 milhão de prêmios em torneios ao longo da carreira, ele é um dos mais prolíficos jogadores da história, e poucos (ou talvez ninguém) jogaram mais tempo ou ganharam mais dinheiro do que ele com o pôquer na Internet. É um dos melhores jogadores do mundo em mesas de valores altos.

## Biografia
Nascido e criado em New Jersey, Dwan descobriu o pôquer on-line quando estudava na Boston University.
Ele começou disputando Sit & Gos de valores baixos, e quando percebeu que tinha muita facilidade para ganhar, migrou para os jogos a dinheiro. Dentro de pouco tempo, ele já jogava nas maiores mesas disponíveis on-line, muitas vezes enfrentando os grandes jogadores.
Embora seja mais conhecido pelos feitos no feltro digital, Dwan já se estabeleceu como um dos melhores do mundo em mesas ao vivo de jogos a dinheiro com valores altos. Além disso, mostra resultados consistentes nos torneios e já soma mais de $1 milhão em prêmios na carreira. Seus feitos incluem três zonas de premiação na Série Mundial, um 9º lugar no National Heads-Up Poker Championship de 2009 e uma 4ª colocação no World Poker Tour Main Event de 2007, no Foxwoods Casino.
Dwan também participa de vários programas de pôquer na TV. Ele já apareceu diversas vezes no Poker After Dark, High Stakes Poker e Full Tilt Poker’s Million Dollar Cash Game, em que ganhou um pote com mais de $1,1 milhão, o maior na história das transmissões de pôquer na TV.
Em janeiro de 2009, Dwan lançou o que ficou conhecido como o "Desafio durrrr" no universo do pôquer. Ele se ofereceu para colocar $1,5 milhão contra $500.000 de qualquer adversário, para uma disputa no mano a mano em quatro mesas ao mesmo tempo, por 50.000 mãos. Ao final da última mão, o jogador que ganhar mais dinheiro será o vencedor do desafio.
O primeiro a aceitar o Desafio durrrr foi Patrik Antonius, do Team Full Tilt. Quando estes dois gigantes do pôquer de valores altos terminarem suas 50.000 mãos, Phil Ivey e David Benyamine já estão na fila para aceitar o desafio e enfrentar Dwan. Você pode acompanhar o progresso do Desafio durrrr aqui.
Mesmo quando ele não está jogando no Desafio durrrr, é bem comum encontrar Dwan nas mesas de valores altos de Hold ‘em Sem Limite e Omaha Com Limite de Pote. Procure por Tom "durrrr" Dwan on-line no Full Tilt Poker